# William Strickland (3e baronnet)
Pour les articles homonymes, voir William Strickland (homonymie) et Strickland.
William Strickland, 3e baronnet de Boynton (mars 1665 - 12 mai 1724) est un propriétaire terrien anglais et homme politique whig qui siège à la Chambre des communes anglaise et britannique entre 1689 et 1724. Il est également un propriétaire notable de chevaux de course.

## Jeunesse

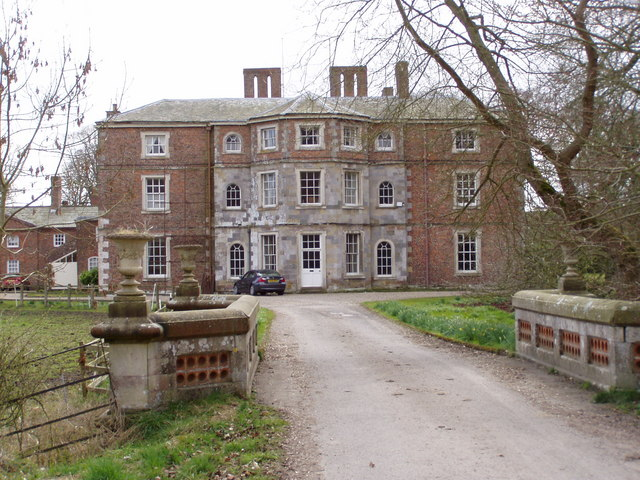
Boynton Hall - siège des baronnets de Strickland

Strickland est le fils de Thomas Strickland, 2e baronnet et de son épouse Elizabeth Pile. Il fait ses études à l'Exeter College d'Oxford. Le 28 août 1684, il épouse Elizabeth Palmes, fille et héritière de William Palmes de Lindley. Il hérite du titre de baronnet et de Boynton Hall, près de Scarborough à l'âge de dix-neuf ans à la mort de son père en novembre 1684.

## Carrière
En 1689, Strickland est élu député de Malton, un Bourg pourri du Yorkshire contrôlé à cette époque par son beau-père, qui occupe lui-même son autre siège. Il est élu à Malton sans opposition lors de sept élections jusqu'aux élections générales de 1708 lorsqu'il décide de se présenter dans le Yorkshire et quitte son siège de Malton en faveur de son fils, William. Strickland senior est élu dans le Yorkshire lors d'un scrutin en 1708, mais est battu aux élections générales de 1710. Après avoir été absent du Parlement pendant quelques années, il se présente à Malton, mais est battu aux élections générales de 1715. Cependant, il est réélu député d'Old Sarum lors d'une élection partielle le 3 août 1716. En 1722, il est réélu sans opposition à Malton mais meurt au bout de deux ans. Strickland siège en tant que Whig, et dans les batailles entre factions au sein de ce parti au tournant du siècle est un disciple de Lord Wharton et un partisan de la Junto.
Strickland est également haut shérif du Yorkshire de 1698 à 1699 et nommé commissaire général des rassemblements en 1720.

## Propriétaire de chevaux de course
Strickland est un propriétaire et un éleveur connu de chevaux de course, et l'un de ses chevaux, l'Acaster Turk, est Champion Sire en 1721. Strickland est un personnage central de l'une des plus grandes célébrités de la course, The Merlin Match. De nombreux détails exacts, même la date et les noms corrects des chevaux impliqués sont inconnus ; presque tout ce qui est certain, c'est que la course a eu lieu.
La course est un duel à Newmarket entre le cheval de Strickland, appelé Merlin (ou peut-être Old Merlin ou Ancaster Merlin ou Little Merlin) et un cheval appartenant à Tregonwell Frampton l'entraîneur royal. Elle est considérée comme une course symbolique entre les champions du Nord et du Sud, ou des provinces et l'establishment des courses, et suscite un intérêt généralisé et de gros paris.
Des sommes énormes sont gagnées et perdues, et beaucoup de ceux qui ont parié sur le cheval de Frampton sont ruinés. En conséquence, la loi est modifiée peu de temps après pour rendre légalement impossible le recouvrement de plus de 10 £ d'une dette de jeu.

## Décès
Strickland est mort en mai 1724 d'une chute lors d'une chasse au renard. Son fils William, qui lui succède comme baronnet, est le seul de ses enfants à avoir survécu jusqu'à l'âge adulte.